# Humbertacalia
Humbertacalia es un género de plantas herbáceas perteneciente a la familia de las asteráceas. Comprende 8 especies descritas y de estas, solo 7 aceptadas.

## Taxonomía
El género fue descrito por Charles Jeffrey y publicado en Kew Bulletin 47(1): 82. 1992.

## Algunas especies aceptadas
A continuación se brinda un listado de las especies del género Humbertacalia aceptadas hasta julio de 2012, ordenadas alfabéticamente. Para cada una se indica el nombre binomial seguido del autor, abreviado según las convenciones y usos.
- Humbertacalia amplexifolia C.Jeffrey
- Humbertacalia coursii C.Jeffrey
- Humbertacalia leucopappa (Boj. ex DC.) C.Jeffrey
- Humbertacalia neoalleizettii C.Jeffrey
- Humbertacalia pyrifolia (DC.) C.Jeffrey
- Humbertacalia racemosa (DC.) C.Jeffrey
- Humbertacalia voluta C.Jeffrey